# Robert Kozluk
Robert Kozluk (ur. 5 sierpnia 1977 w Mansfield) – angielski piłkarz pochodzenia polskiego, grający w League Championship w barwach Sheffield United.

## Kariera
Kozluk rozpoczął karierę w Derby County, gdzie zagrał 22 mecze. W marcu 1999 przeniósł się do Sheffield United. Był wypożyczany do Huddersfield Town, Wigan Athletic i Preston North End. 
W lipcu 2007 przeszedł na zasadzie wolnego transferu do Barnsley. 12 lipca 2010 powrócił do Sheffield United.